# 半山娘娘庙

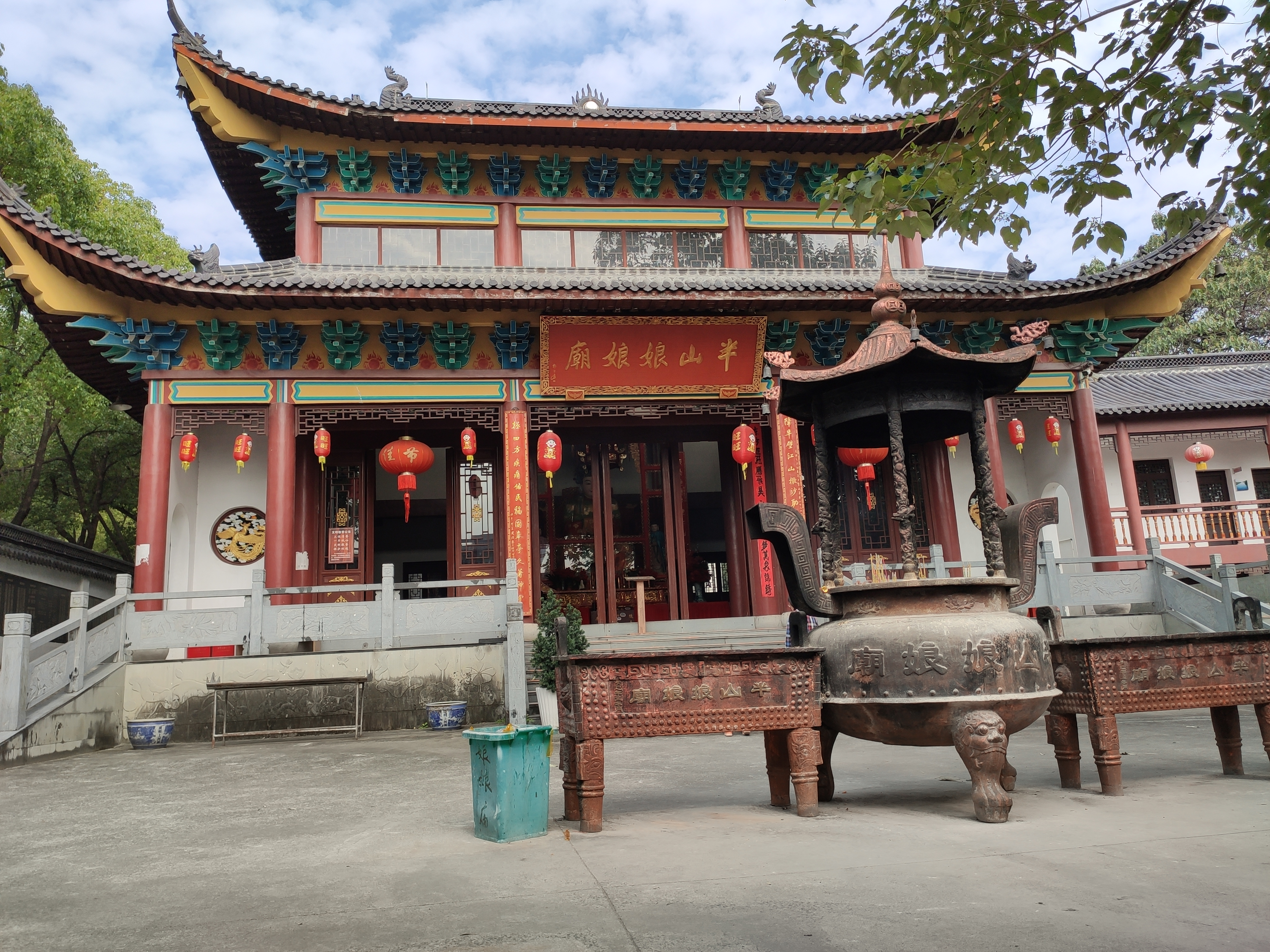

30°21′26″N 120°11′12″E / 30.35732°N 120.18667°E半山娘娘庙位于浙江省杭州市拱墅区半山公园山腰，又名撒沙夫人庙、半山庙，为半山倪姓家庙。

## 历史
据传北宋末年，康王赵构南逃至半山，被金兵追赶无处藏身。一倪姓姑娘慈灵显赫，撒沙阻敌，后被杀。赵构因而得救，登基后，首崇祀典，敕封她为撒沙护国显应半山娘娘，立庙塑像。
明清时期，半山娘娘庙多次损毁、重建，香火繁盛。1943年，半山娘娘庙遭侵华日军炸毁。后，泥塑半山娘娘供奉于原址一间简易草舍，香火得以延续。1990年，倪氏后裔募资在遗址前重建半山娘娘庙。

## 民俗
- 祈求蚕茧丰收：半山娘娘被认为主管桑事，相传每年五月初一为其诞辰，过去杭嘉湖一带的养蚕妇女在这里聚集祭祀，祈求蚕茧丰收。[1]
- 半山立夏节：每年立夏节期间会举办半山立夏节，有立夏称人、派发乌米饭等传统。[2][1]
- 双面泥猫：传说庙宇建成之后，娘娘的神位前出现了一只七彩神猫，当地人仿其形态制成泥猫，认为能防鼠患护蚕。久而久之，泥猫成了桑农的镇鼠之宝。[3]